# Diocèse de la Creuse
Cet article court présente un sujet plus développé dans : Diocèse de Limoges.
Le diocèse de la Creuse est un ancien diocèse de l'Église constitutionnelle en France. Créé par la constitution civile du clergé de 1790, il est supprimé (incorporé au diocèse de Limoges) à la suite du concordat de 1801. Il couvrait le département de la Creuse. Le siège épiscopal était Guéret.